# Cassephyra parallela
Cassephyra parallela är en fjärilsart som beskrevs av Paul Dognin 1914. Cassephyra parallela ingår i släktet Cassephyra och familjen mätare. Inga underarter finns listade i Catalogue of Life.